# Lester Morgan
Lester Morgan (2. května 1976 – 1. listopadu 2002) byl kostarický fotbalový brankář. Spáchal sebevraždu.

## Klubová kariéra
Na klubové úrovni hrál v Kostarice za Brujas FC a CS Herediano.

## Reprezentační kariéra
Za reprezentaci Kostariky nastoupil v letech 1999–2002 celkem v 6 reprezentačních utkáních. Byl členem reprezentace Kostariky na Mistrovství světa ve fotbale 2002, ale v utkání nenastoupil. Reprezentoval Kostariku na Mistrovství světa ve fotbale hráčů do 20 let 1995.